# ایشیتا داتا
ایشیتا داتا (به انگلیسی: Ishita Dutta) (زاده ۲۶ اوت ۱۹۹۰) بازیگر هندی است.
از فیلم های معروف او می توان به بازی در گول ظاهر را نخور، فرنگی، خالی اشاره کرد.